# Ischiopsopha atra
Ischiopsopha atra är en skalbaggsart som beskrevs av Paul Norbert Schürhoff 1934. Ischiopsopha atra ingår i släktet Ischiopsopha och familjen Cetoniidae. Inga underarter finns listade i Catalogue of Life.